# 2019-es Teen Choice Awards
A 2019-es Teen Choice Awards a 2018-as év legjobb filmes, televíziós és zenés alakításait értékelte. A díjátadót 2019. augusztus 11-én tartották az kaliforniai Hermosa Beachen lévő tengerparti színpadon, a műsor házigazdája Lucy Hale és David Dobrik volt. A ceremóniát a Fox televízióadó közvetítette élőben, a jelöltek listáját pedig 2019. június 19-én és július 8-án hozták nyílvánosságra.

## Győztesek és jelöltek
Forrás:

### Filmek
| Legjobb akciófilm | Legjobb színész akciófilmben |
| --- | --- |
| - Bosszúállók: Végjáték - A Hangya és a Darázs - ŰrDongó - Marvel Kapitány - Men in Black – Sötét zsaruk a Föld körül - Pókember: Irány a Pókverzum! | - Robert Downey Jr. – Bosszúállók: Végjáték (Tony Stark / Vasember) - John Cena – ŰrDongó (Jack Burns) - Chris Evans – Bosszúállók: Végjáték (Steve Rogers / Amerika Kapitány) - Chris Hemsworth – Bosszúállók: Végjáték (Thor) - Samuel L. Jackson – Marvel Kapitány (Nick Fury) - Paul Rudd – A Hangya és a Darázs és Bosszúállók: Végjáték (Scott Lang / Hangya) |
| Legjobb színésznő akciófilmben | Legjobb sci-Fi/fantasy |
| - Scarlett Johansson – Bosszúállók: Végjáték (Natasha Romanoff / Fekete Özvegy) - Brie Larson – Marvel Kapitány és Bosszúállók: Végjáték (Carol Danvers / Marvel Kapitány) - Evangeline Lilly – A Hangya és a Darázs (Hope van Dyne / Darázs) - Hailee Steinfeld – ŰrDongó (Charlie Watson) - Zoe Saldana – Bosszúállók: Végjáték (Gamora) - Tessa Thompson – Men in Black – Sötét zsaruk a Föld körül (Molly Wrigh / M ügynök) | - Aladdin - Aquaman - X-Men: Sötét Főnix - Legendás állatok: Grindelwald bűntettei - Mary Poppins visszatér - Shazam! |
| Legjobb színész sci-fiben/fantasyben | Legjobb színésznő sci-fiben/fantasyben |
| - Will Smith – Aladdin (Dzsini) - Zachary Levi – Shazam! (Billy Batson / Shazam) - Mena Massoud – Aladdin (Aladdin) - James McAvoy – X-Men: Sötét Főnix (Charles Xavier / X Professzor) - Lin-Manuel Miranda – Mary Poppins visszatér (Jack) - Jason Momoa – Aquaman (Arthur Curry / Aquaman) | - Naomi Scott – Aladdin (Jázmin hercegnő) - Emily Blunt – Mary Poppins visszatér (Mary Poppins) - Amber Heard – Aquaman (Mera) - Keira Knightley – A diótörő és a négy birodalom (Cukortündér) - Sophie Turner – X-Men: Sötét Főnix (Jean Grey / Sötét Főnix) - Katherine Waterston – Legendás állatok: Grindelwald bűntettei (Porpentina 'Tina' Goldstein)         |
| Legjobb filmdráma | Legjobb színész filmdrámában |
| - Miután - Bohém rapszódia - Áttörés - Két lépés távolság - A gyűlölet, amit adtál - A fiúknak, akiket valaha szerettem | - Hero Fiennes-Tiffin – Miután (Hardin Scott) - Noah Centineo – A fiúknak, akiket valaha szerettem (Peter Kavinsky) - Bradley Cooper – Csillag születik (Jackson Maine) - Taron Egerton – Rocketman (Elton John) - Rami Malek – Bohém raszódia (Freddie Mercury) - Cole Sprouse – Két lépés távolság (Will Newman)                                                  |
| Legjobb színésznő filmdrámában | Legjobb vígjáték |
| - Josephine Langford – Miután (Tessa Young) - Lana Condor – A fiúknak, akiket valaha szerettem (Lara Jean Covey) - Lady Gaga – Csillag születik(Ally Maine) - Chrissy Metz – Áttörés (Joyce Smith) - Haley Lu Richardson – Két lépés távolság (Stella Grant) - Amandla Stenberg – A gyűlölet, amit adtál (Starr Carter) | - Kőgazdag ázsiaiak - Instant család - Hát nem romantikus? - Picúr - Pokémon – Pikachu, a detektív - Tökéletes pasi |
| Legjobb színész vígjátékban | Legjobb színésznő vígjátékban |
| - Noah Centineo – Tökéletes pasi (Brooks Rattigan) - Henry Golding – Kőgazdag ázsiaiak (Nick Young) - Kevin Hart – Esti iskola (Teddy Walker) - Liam Hemsworth – Hát nem romantikus? (Blake) - Ryan Reynolds – Pokémon – Pikachu, a detektív (Pikachu) - Mark Wahlberg – Instant család (Pete Wagner) | - Laura Marano – Tökéletes pasi (Celia Lieberman) - Awkwafina – Kőgazdag ázsiaiak (Goh Peik Lin) - Tiffany Haddish – Esti iskola (Carrie) - Marsai Martin – Picúr (Fiatal Jordan Sanders) - Rebel Wilson – Hát nem romantikus? (Natalie) - Constance Wu – Kőgazdag ázsiaiak (Rachel Chu)                                                                            |
| Legjobb gonosz | Legjobb nyári film |
| - Josh Brolin – Bosszúállók: Végtelen háború (Thanos) - Johnny Depp – Legendás állatok: Grindelwald bűntettei (Gellert Grindelwald) - Marwan Kenzari – Aladdin (Jafar) - Jude Law – Marvel Kapitány (Yon-Rogg) - Mark Strong – Shazam! (Dr. Thaddeus Sivana) - Patrick Wilson – Aquaman (Orm Marius / Óceán Ura) | - Pókember: Idegenben - Talk Show - Gyagyás gyilkosság - Az utolsó nyarunk - Toy Story 4. - Yesterday |
| Legjobb színész nyári filmben | Legjobb színésznő nyári filmben |
| - Tom Holland – Pókember: Idegenben (Peter Parker / Pókember) - KJ Apa – Az utolsó nyarunk (Griffin Hourigan) - Corey Fogelmanis – Mami (Andy Hawkins) - Charles Melton – A Nap is csillag (Daniel Bae) - Himesh Patel – Yesterday (Jack Malik) - Adam Sandler – Gyagyás gyilkosság (Nick Spitz) | - Zendaya – Pókember: Idegenben (Michelle/"MJ") - Jennifer Aniston – Gyagyás gyilkosság (Audrey Spitz) - Selena Gomez – A holtak nem halnak meg (Zoe) - Mindy Kaling – Talk Show (Molly Patel) - Maia Mitchell – Az utolsó nyarunk (Phoebe Fisher) - Yara Shahidi – A Nap is csillag (Natasha Kingsley)                                                             |

### Televízió
| Legjobb drámasorozat | Legjobb színész drámasorozatban |
| --- | --- |
| - Riverdale - Hazug csajok társasága: A perfekcionisták - Famous in Love - A Rezidens - Runaways - Kegyetlen csillogás | - Cole Sprouse – Riverdale (Jughead Jones) - - - KJ Apa – Riverdale (Archie Andrews) - Sterling K. Brown – Rólunk szól (Randall Pearson) - Justin Hartley – Rólunk szól (Kevin Pearson) - Adam Huber – Dinasztiák (Dr. Shaun Murphy) - Liam Ridley – 911 L.A. (Evan "Buck" Buckley) |
| Legjobb színésznő drámasorozatban | Legjobb sci-Fi/fantasysorozat |
| - Lili Reinhart – Riverdale (Betty Cooper) - Sofia Carson – Hazug csajok társasága: A perfekcionisták (Ava Jalali) - Ryan Destiny – Kegyetlen csillogás (Alexandra Crane) - Maia Mitchell – Good Trouble (Callie Adams-Foster) - Camila Mendes – Riverdale (Veronica Lodge) - Cierra Ramirez – Good Trouble (Marina Adams-Foster)                                                | - Árnyvadászok: A végzet ereklyéi - A visszatérők - Charmed - Sabrina hátborzongató kalandjai - Legacies – A sötétség öröksége - Odaát |
| Legjobb színész sci-Fi/fantasysorozatban | Legjobb színésznő sci-Fi/fantasysorozatban |
| - Jared Padalecki – Odaát (Sam Winchester) - Aubrey Joseph – Cloak & Dagger (Tyrone Johnson / Köpeny) - Ross Lynch – Sabrina hátborzongató kalandjai (Harvey Kinkle) - Bob Morley – A visszatérők (Bellamy Blake) - Dominic Sherwood – Árnyvadászok: A végzet ereklyéi (Jace Herondale) - Harry Shum Jr. – Árnyvadászok: A végzet ereklyéi (Magnus Bane)                         | - Katherine McNamara – Árnyvadászok: A végzet ereklyéi (Clarissa "Clary Fray" Fairchild) - Melonie Diaz – Charmed (Melanie "Mel" Vera) - Olivia Holt – Cloak & Dagger (Tandy Bowen / Kard) - Ellen Page – Az Esernyő Akadémia (Vanya Hargreeves / Hetes) - Danielle Rose Russell – Legacies – A sötétség öröksége (Hope Mikaelson) - Kiernan Shipka – Sabrina hátborzongató kalandjai (Sabrina Spellman) |
| Legjobb akciósorozat | Legjobb színész akciósorozatban |
| - MacGyver - A zöld íjász - Flash – A Villám - Gotham - A holnap legendái - Supergirl | - Stephen Amell – A zöld íjász (Oliver Queen / A zöld íjász) - Grant Gustin – Flash – A Villám (Barry Allen / Flash) - Ben McKenzie – Gotham (James Gordon) - Brandon Routh – A holnap legendái (Ray Palmer / Atom) - Brenton Thwaites – Titánok (Dick Grayson) - Lucas Till – MacGyver (Angus MacGyver)                                                                                                 |
| Legjobb színésznő akciósorozatban | Legjobb vígjátéksorozat |
| - Gabrielle Union – Los Angeles legjobbjai (Sydney "Syd" Burnett) - Jessica Alba – Los Angeles legjobbjai (Nancy McKenna) - Melissa Benoist – Supergirl (Kara Danvers / Supergirl) - Danielle Panabaker – Flash – A Villám (Caitlin Snow / Gyilkos Fagy) - Candice Patton – Flash – A Villám (Iris West) - Emily Bett Rickards – A zöld íjász (Felicity Smoak)                   | - Agymenők - Feketék fehéren - Brooklyn 99 – Nemszázas körzet - Még mindig Bír-lak - Szeplőtelen Jane - One Day at a Time |
| Legjobb színész vígjátéksorozatban | Legjobb színésznő vígjátéksorozatban |
| - Jaime Camil – Szeplőtelen Jane (Rogelio de la Vega) - Anthony Anderson – Feketék fehéren (Andre "Dre" Johnson Sr.) - Jim Parsons – Agymenők (Sheldon Cooper) - Daniel Radcliffe – Csodatevők (Craig Bog) - Marcel Ruiz – One Day at a Time (Alejandro "Alex" Alberto Alvarez Riera Calderon Leyte-Vidal Inclán) - Andy Samberg – Brooklyn 99 – Nemszázas körzet (Jake Peralta) | - Nina Dobrev – Fam (Clem) - Candace Cameron Bure – Még mindig Bír-lak (D.J. Tanner-Fuller) - Kaley Cuoco – Agymenők (Penny) - Sarah Hyland – Modern család (Haley Dunphy) - Gina Rodriguez – Szeplőtelen Jane (Jane Villanueva) - Yara Shahidi – Feketék fehéren és Grown-ish (Zoey Johnson) |
| Legnosztalgikusabb sorozat | Legjobb valóságshow |
| - Jóbarátok - Sok hűhó - Beverly Hills 90210 - Kaliforniába jöttem - Moesha - The Office | - America's Got Talent - Keeping Up with the Kardashians - Lip Sync Battle - The Masked Singer - Queer Eye - The Voice |
| Legjobb tévés főgonosz | Legjobb nyári sorozat |
| - Cameron Monaghan – Gotham (Jerome Valeska / Jeremiah Valeska) - Luke Baines – Árnyvadászok: A végzet ereklyéi (Jonathan Morgenstern) - Sarah Carter – Flash – A Villám (Grace Gibbons / Cicada II) - Jon Cryer – Supergirl (Lex Luthor) - Adam Scott – A Jó Hely (Trevor) - Sea Shimooka – A zöld íjász (Emiko Queen / A zöld íjász)                                           | - Stranger Things - Cobra Kai - Ezt jól kisütöttük! - So You Think You Can Dance - The Bold Type - Younger |
| Legjobb színész nyári sorozatban | Legjobb színésznő nyári sorozatban |
| - Noah Schnapp – Stranger Things (Will Byers) - Gaten Matarazzo – Stranger Things (Dustin Henderson) - Caleb McLaughlin – Stranger Things (Lucas Sinclair) - Luka Sabbat – Grown-ish (Luca Hall) - Diego Tinoco – Az én környékemen (Cesar Diaz) - Finn Wolfhard – Stranger Things (Mike Wheeler)                                                                                | - Millie Bobby Brown – Stranger Things (Eleven / Jane Hopper) - Chloe Bennet – A S.H.I.E.L.D. ügynökei (Daisy "Skye" Johnson / Quake) - Hilary Duff – Younger (Kelsey Peters) - Jessica Marie Garcia – Az én környékemen (Jasmine Flores) - Rose McIver – iZombie (Olivia "Liv" Moore) - Yara Shahidi – Grown-ish (Zoey Johnson)                                                                         |

### Zene
| Legjobb férfi zenész | Legjobb női zenész |
| --- | --- |
| Shawn Mendes - Khalid - Lil Nas X - Marshmello - Post Malone - Ed Sheeran | Billie Eilish - Lauren Jauregui - Ariana Grande - Halsey - Taylor Swift - Cardi B |
| Legjobb együttes | Legjobb rockzenész |
| Why Don't We - 5 Seconds of Summer - The Chainsmokers - Jonas Brothers - Panic! at the Disco - PrettyMuch | Panic! at the Disco - AJR - Cage the Elephant - Imagine Dragons - Lovelytheband - Twenty One Pilots |
| Legjobb countryzenész | Legjobb R&B/Hip-Hop zenész |
| Dan + Shay - Kelsea Ballerini - Kane Brown - Kacey Musgraves - Thomas Rhett - Brett Young | Cardi B - Normani - Drake - Nicki Minaj - Post Malone - Travis Scott |
| Legjobb zeneszám filmből | Legjobb latin zenész |
| "A Whole New World" – Aladdin – Zayn, Zhavia Ward - "Broken & Beautiful" – Undipofik – Kelly Clarkson - "Carry On" – Pokémon – Pikachu, a detektív – Kygo, Rita Ora - "Don't Give Up On Me" – Két lépés távolság – Andy Grammer - "Shallow" – Csillag születik – Bradley Cooper, Lady Gaga - "Sunflower" – Pókember: Irány a Pókverzum! – Post Malone, Swae Lee | CNCO - Bad Bunny - J Balvin - Becky G - Daddy Yankee - Maluma |
| Legjobb zeneszám férfi zenésztől | Legjobb zeneszám női zenésztől |
| "Two of Us" — Louis Tomlinson - "Better" – Khalid - "If I Can't Have You" – Shawn Mendes - "Old Town Road" – Lil Nas X - "Sicko Mode" – Travis Scott - "Wow" – Post Malone | "Expectations" – Lauren Jauregui - "7 Rings" – Ariana Grande - "Bad Guy" – Billie Eilish - "Me!" — Taylor Swift feat. Brendon Urie - "Never Really Over" – Katy Perry - "Nightmare" – Halsey                                                                                           |
| Legjobb zeneszám együttestől | Legjobb countryszám |
| "Ddu-Du Ddu-Du" – Blackpink - "8 Letters" – Why Don't We" - "Bad Liar" – Imagine Dragons - "Easier" – 5 Seconds of Summer - "Hey Look Ma, I Made It" – Panic! at the Disco - "Sucker" – Jonas Brothers | "Speechless" – Dan + Shay - "Girl" – Maren Morris - "Good as You" – Kane Brown - "Look What God Gave Her" – Thomas Rhett - "Miss Me More" – Kelsea Ballerini - "Rainbow" – Kacey Musgraves                                                                                             |
| Legjobb rockszám | Legjobb R&B/Hip-Hopszám |
| "Hey Look Ma, I Made It" – Panic! at the Disco - "100 Bad Days" – AJR - "Joy" – Bastille - "Natural" – Imagine Dragons - "Ready to Let Go" – Cage the Elephant - "These Are My Friends" – Lovelytheband | "Old Town Road (Remix)" – Lil Nas X feat. Billy Ray Cyrus - "Going Bad" – Meek Mill feat. Drake - "Pure Water" – Mustard, Migos - "Sunflower" – Post Malone, Swae Lee - "Talk" – Khalid - "Wow" – Post Malone                                                                          |
| Legjobb elektronikus/táncos szám | Legjobb latin szám |
| "Close To Me (Red Velvet Remix)" – Ellie Goulding, Diplo, Red Velvet - "365" – Zedd, Katy Perry - "Call You Mine" – The Chainsmokers feat. Bebe Rexha - "Find U Again" – Mark Ronson feat. Camila Cabello - "Happier" – Marshmello, Bastille - "Who Do You Love" – The Chainsmokers feat. 5 Seconds of Summer                                                   | "Pretend" – CNCO - "Baila Baila Baila (Remix)" – Ozuna feat. Daddy Yankee, Farruko, J Balvin, Anuel AA - "Con altura" – Rosalía, J Balvin, El Guincho - "Con Calma (Remix)" – Daddy Yankee, Katy Perry feat. Snow - "Mia" – Bad Bunny feat. Drake - "Te Robaré" – Nicky Jam, Ozuna     |
| Legjobb popszám | Legjobb együttműködés |
| "Thank U, Next" – Ariana Grande" - "Dancing with a Stranger" – Sam Smith, Normani - "I Don't Care" – Ed Sheeran & Justin Bieber - "Never Really Over!" – Katy Perry - "Sucker" – Jonas Brothers - "Sweet but Psycho" – Ava Max | "Boy with Luv" – BTS feat. Halsey - "Dancing with a Stranger" – Sam Smith, Normani - "I Don't Care" – Ed Sheeran, Justin Bieber - "Old Town Road (Remix)" – Lil Nas X feat. Billy Ray Cyrus - "Shallow" – Lady Gaga, Bradley Cooper - "What a Time" – Julia Michaels feat. Niall Horan |
| Legkiemelkedőbb zenész | Legjobb nemzetközi zenész |
| Billie Eilish - HRVY - Juice Wrld - Lil Nas X - Lizzo - Rosalía | BTS - Blackpink - CNCO - EXO - Little Mix - NCT 127 |
| Legjobb nyári együttes | Legjobb nyári szám |
| Jonas Brothers - 5 Seconds of Summer - Little Mix - Panic! at the Disco - The Chainsmokers - Why Don't We | "Señorita" – Shawn Mendes, Camila Cabello - "Cool" – Jonas Brothers - "Easier" – 5 Seconds of Summer - "Summer Days" – Martin Garrix feat. Macklemore, Patrick Stump - "Truth Hurts" – Lizzo - "You Need to Calm Down" – Taylor Swift                                                  |
| Legjobb férfi nyári zenész | Legjobb női nyári zenész |
| Shawn Mendes - Daddy Yankee - Lil Nas X - Drake - DJ Khaled - Khalid | Halsey - Ava Max - Julia Michaels - Katy Perry - Lizzo - Taylor Swift |
| Legjobb nyári turné | Icon Award |
| BTS – BTS World Tour Love Yourself: Speak Yourself - Ariana Grande – Sweetener World Tour - Billie Eilish – When We All Fall Asleep Tour - Blackpink – Blackpink 2019 World Tour (In Your Area) - Jennifer Lopez – It's My Party - Shawn Mendes – Shawn Mendes: The Tour                                                                                        | Taylor Swift |
| Decade Award | |
| Jonas Brothers | |

### Web
| Legjobb férfi közösségi sztár | Legjobb női közösségi sztár                                                                           |
| --- | --- |
| David Dobrik - The Dolan Twins - Ryan Higa - Guava Juice - MrBeast - Brent Rivera                                                     | Emma Chamberlain - Madison Beer - Eva Gutowski - Liza Koshy - Lilly Singh - Maddie Ziegler            |
| Legjobb humoros közösségi sztár | Legjobb zenés közösségi sztár                                                                         |
| The Dolan Twins - Colleen Ballinger - CalebCity - Gabbie Hanna - Liza Koshy - Lele Pons                                               | Annie LeBlanc - Asher Angel - Chloe x Halle - Loren Gray - Johnny Orlando                             |
| Legjobb divat közösségi sztár | Legjobb közösségi oldal sztár                                                                         |
| Hannah Meloche - James Charles - Summer McKeen - Bethany Mota - Nikkie de Jager - Mackenzie Ziegler                                   | Noah Centineo - Kylie Jenner - Dwayne "The Rock" Johnson - Will Smith - Taylor Swift - Chrissy Teigen |
| Legjobb YouTube videós | Legjobb gamer                                                                                         |
| Sam and Colby - Erika Costell - David Dobrik - Kian, Jc - Merrell Twins - Niki and Gabi                                               | PewDiePie - DanTDM - Jacksepticeye - Ninja                                                            |
| Legjobb rajongók | |
| BTS – ARMY - Ariana Grande – Arianators - Blackpink – Blinks - CNCO – CNCOwners - Selena Gomez – Selenators - Taylor Swift – Swifties | |

### Egyéb
| Legjobb férfi atléta | Legjobb női atléta                                                                            |
| --- | --------------------------------------------------------------------------------------------- |
| Stephen Curry - James Harden - Patrick Mahomes - Cristiano Ronaldo - AJ Styles - Tiger Woods | Serena Williams - Simone Biles - Sky Brown - Tobin Heath - The Bella Twins - Katelyn Ohashi   |
| Legjobb kémia | Legjobb humorista                                                                             |
| Lili Reinhart és Cole Sprouse – Riverdale - Lana Condor és Noah Centineo – A fiúknak, akiket valaha szerettem - Lady Gaga és Bradley Cooper – Csillag születik - Laura Marano és Noah Centineo – Tökéletes pasi - Madelaine Petsch és Vanessa Morgan – Riverdale - Dominic Sherwood és Katherine McNamara – Árnyvadászok: A végzet ereklyéi | The Dolan Twins - James Corden - Ellen DeGeneres - Tiffany Haddish - Kevin Hart - Lilly Singh |

## Fordítás
- Ez a szócikk részben vagy egészben  a(z)   2019 Teen Choice Awards című angol Wikipédia-szócikk fordításán alapul.  Az eredeti cikk szerkesztőit annak laptörténete sorolja fel. Ez a jelzés csupán a megfogalmazás eredetét és a szerzői jogokat jelzi, nem szolgál a cikkben szereplő információk forrásmegjelöléseként.